# 市橋里音奈
市橋 里音奈（いちはし りおな）は、NHKの契約キャスター。元岩手朝日テレビアナウンサー。

## 人物
愛知県名古屋市出身。テレビ朝日アスク出身。
2017年4月、岩手朝日テレビに入社。同期のアナウンサーは、佐藤麻祐子（2018年3月退社）と照井七瀬（2022年3月退社）。
2022年3月、岩手朝日テレビを退社し、NHK岐阜放送局の契約キャスターとなり『まるっと!ぎふ』のキャスター（サブ）を3年間担当した。
2025年度より地元NHK名古屋放送局の契約キャスターとして採用され『まるっと!』のリポーター及び『夕刊 ゴジらじ』のラジオパーソナリティ（サブ・2週間交代）などを担当している。
目標・尊敬する人は羽鳥慎一と百田夏菜子（ももいろクローバーZ）。

## 担当番組
☆は担当中。

### 岩手朝日テレビ時代
- いいコト! 見たい! 知りたい! 出かけたい! スタジオMC（2017年 - 2021年3月）
- Go!Go!いわて ナレーター（2021年4月 - 2022年3月）
- IATニュース

### NHK岐阜放送局時代
- まるっと!ぎふ キャスター（サブ：2022年4月4日 - 2025年3月28日）

### NHK名古屋放送局時代
- ☆夕刊 ゴジらじ ラジオパーソナリティ（サブ：2025年3月31日 - 、髙木理加と2週間交代）
- ☆まるっと! リポーター（2025年4月 - ）
- ☆NHK名古屋制作番組のリポーター